# 4-甲苯基二氯硅烷
4-甲苯基二氯硅烷是一种有机硅化合物，化学式为C7H8Cl2Si。它可由4-甲苯基硅烷和氯化氢的醚溶液反应制得，该反应会同时生成4-甲苯基氯硅烷。它和Na[Ru(CO)Cp]在环己烷中反应，可以得到(OC)2CpRuSiH(Cl)(C6H4CH3)。